# Afrikai mamut
Az afrikai mamut (Mammuthus africanavus) az emlősök (Mammalia) osztályának ormányosok (Proboscidea) rendjébe, ezen belül az elefántfélék (Elephantidae) családjába tartozó fosszilis faj.

## Tudnivalók
Az afrikai mamut (a binomiális név magyarul: „afrikai ősmamut”), az egyik legősibb mamutfaj. Az állat a késő pliocén korszakban jelent meg, mintegy 3 millió évvel ezelőtt, és 1,65 millió éve a középső pleisztocén korszak idején halt ki. Maradványait Csádban, Líbiában, Marokkóban és Tunéziában találták meg.
A többi mamuthoz képest kisebb méretű volt, és agyarai jobban szétálltak. Nagy valószínűséggel a déli mamut (Mammuthus meridionalis) őse.

### Fordítás
- Ez a szócikk részben vagy egészben  az   African mammoth című angol Wikipédia-szócikk ezen változatának fordításán alapul.  Az eredeti cikk szerkesztőit annak laptörténete sorolja fel. Ez a jelzés csupán a megfogalmazás eredetét és a szerzői jogokat jelzi, nem szolgál a cikkben szereplő információk forrásmegjelöléseként.